# Borogoncy
Borogoncy (ros. Борогонцы) – wieś w Rosji, w Jakucji, ośrodek administracyjny ułusu ust-ałdańskiego. W 2010 liczyła 5222 mieszkańców.